# Liste der Biografien/Ads
Liste der Biografien |
Portal Biografien |
Personensuche
# |
A |
B |
C |
D |
E |
F |
G |
H |
I |
J |
K |
L |
M |
N |
O |
P |
Q |
R |
S |
T |
U |
V |
W |
X |
Y |
Z |
?
 
Aa |
Ab |
Ac |
Ad |
Ae |
Af |
Ag |
Ah |
Ai |
Aj |
Ak |
Al |
Am |
An |
Ao |
Ap |
Aq |
Ar |
As |
At |
Au |
Av |
Aw |
Ax |
Ay |
Az
 
Ada |
Adc |
Add |
Ade |
Adg |
Adh |
Adi |
Adj |
Adk |
Adl |
Adm |
Adn |
Ado |
Adr |
Ads |
Adt |
Adu |
Adv |
Adw |
Ady |
Adz
Die Liste der Biografien führt alle Personen auf, die in der deutschsprachigen Wikipedia einen Artikel haben. Dieses ist eine Teilliste mit 21 Einträgen von Personen, deren Namen mit den Buchstaben „Ads“ beginnt.

## Ads

### Adsb
- Adsbøl, Hanne (* 1957), dänische Badmintonspielerin

### Adsc
- Adschametowa, Lejlja (* 1994), sehbehinderte ukrainische Leichtathletin
- Adscharjan, Hratschia (1876–1953), armenischer Sprachwissenschaftler
- Adschemian, Vartan (* 1956), armenischer Komponist und Musikpädagoge
- Adschemjan, Aleksandr (1925–1987), sowjetischer Komponist armenischer Herkunft
- Adschemjan, Arus (* 1983), armenische Pianistin
- ʿAdschība, Sängersklavin und Konkubine
- ʿAdschība, Ahmad ibn (1747–1809), marokkanischer Sufi, Dichter und Gelehrter
- Adschindschal, Ruslan Alexejewitsch (* 1974), russisch-abchasischer Fußballspieler
- Adschubei, Alexei Iwanowitsch (1924–1993), sowjetischer Journalist, Publizist und Politiker
- Adschy, Rustam (* 1973), sowjetischer bzw. ukrainischer Ringer
- Adschybekowa, Klara (* 1946), kirgisische Politikerin

### Adse
- Adsen, Jens († 1737), Lehns- und Deichvogt
- Adsen, Laurens († 1603), deutscher Pastor und Chronist

### Adsh
- Adshead, Mary (1904–1995), englische Malerin, Illustratorin und Designerin

### Adsi
- Adsit, Scott (* 1965), US-amerikanischer Schauspieler und SynchronsprecherScott Adsit (* 1965)

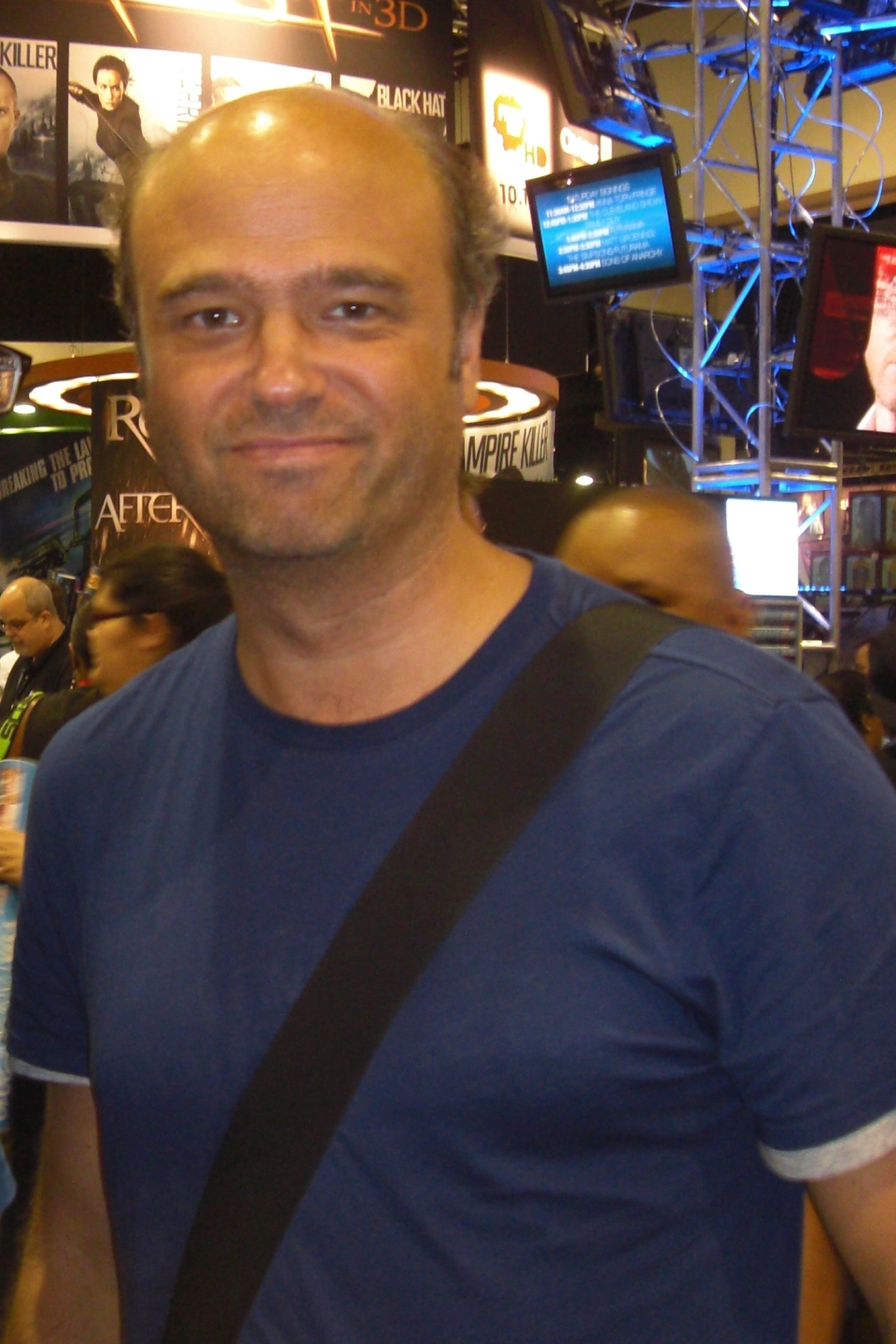
Scott Adsit (* 1965)

### Adso
- Adso von Montier-en-Der († 992), Theologe und Gelehrter
- Adson, Alfred Washington (1887–1951), US-amerikanischer Neurochirurg
- Adson, Artur (1889–1977), estnischer Dichter, Schriftsteller und Theaterkritiker
- Adson, John († 1640), englischer Komponist und Zinkenist

### Adsu
- Adsuar Hernandez, Vicente, spanischer Sänger und Komponist